# 朱若東
朱若東（？—？），字元暉，號曉園，廣西臨桂田心村（今廣西壯族自治區）人，祖籍直隸鳳陽（今安徽），清朝政治人物，進士出身。

## 生平
靖江王朱守謙第十一世孫。甘肅平涼府鹽茶同知朱亨衍之子。乾隆十年（1745年）登乙丑科進士，改翰林院編修。后擔任福建道監察御史、吏科給事中、工科給事中，署京畿道監察御史。乾隆十九年（1754年）擔任山東濟東道。乾隆二十二年（1757年）任河南糧驛道。